# Ryck
El Ryck és un riu a l'oest de l'estat federal de Mecklenburg-Pomerània Occidental (Alemanya) que desemboca a la ciutat de Greifswald, al Dänische Wiek que forma part de la Badia de Greifswald (Mar Bàltic).

## Nom
El nom Ryck deriva de la paraula eslava Rjeka o Rêka que significa Riu. En documents del segle xiii també s'hi fa referència amb els noms "Reke" i "Hilda" (com el nom originari de les ruïnes de l'Abadia d'Eldena, properes a la desembocadura del riu). "Hilda" és de fet el nom més antic que rep el riu Ryck; un document del 1241 fa referència al "Hilda fluvium". Tot i que la primera referència de l'abadia com a "Hilda" data del 1199 i, per tant, més antiga, es dona per fet que el monestir va ser anomenat segons el riu i no pas a l'inrevés.

## Curs del riu
El Ryck neix al Districte de Vorpommern-Rügen (en alemany Landkreis Vorpommern-Rügen) com a Ryckgraben. Aquest té un origen hidrològic i un origen nominal. L'origen hidrològic se situa al Bremerhagen Forst, al nord-oest de Bremerhagen al municipi de Sundhagen. El curs d'aigua que neix allí, sense nom, flueix primer cap a l'oest, després cap al sud i al sud-est de Hohenwarth (a Grimmen) desemboca a l'anomenat Ryckgraben.
Després de la unió del curs d'aigua amb el Ryckgraben a Grimmen, aquest flueix cap a l'est. Durant uns quilòmetres el nivell del riu està 20 cm per sota el nivell del mar, mantingut per una bomba d'aigua al sud de Horst. 9.9 km abans de desembocar al mar, el curs d'aigua arriba el terme municipal de la ciutat de Greifswald on passa a anomenar-se Ryck. Passat el zoològic de Greifswald el Ryck s'ajunta amb les antigues fortificacions de la ciutat. Aleshores passa per un sobreeixidor, per sota les vies del tren i el Steinbecker Brücke (pont de Steinbeck) amb el carrer de Stralsund. A partir d'aquí els últims 5 quilòmetres fins al mar són navegables. En aquest punt forma part del Port de Greifswald, del qual ara n'és un museu. Al barri del Wieck passa per sota l'històric pont de fusta llevadís del Wieck (en alemany Wiecker Holzklappbrücke). Després desemboca al Dänische Wiek, al sud de la Badia de Greifswald. La superfície de la conca del riu és d'unes 23.400 hectàrees.